# Aardtenrek
De aardtenrek (Geogale aurita) is een tenrek die voorkomt in het noordoosten en zuidwesten van Madagaskar. Het is de enige levende soort van de onderfamilie Geogalinae en het geslacht Geogale, die ook de fossiele Geogale aletris en Parageogale omvat. De aardtenrek is zeer zeldzaam en er is weinig over bekend. Het is een van de kleinste bekende zoogdieren met zijn 3,5 cm. De wetenschappelijke naam van de soort werd voor het eerst geldig gepubliceerd door Milne-Edwards & Grandidier in 1872.

## Kenmerken
De aardtenrek is een klein dier dat lijkt op een spitsmuis met een korte, zachte vacht, langharige staart en zeer grote uitstekende oren. Volwassen dieren wegen tussen de 5 en 8 gram en hebben een kop-romplengte van 60 tot 75 millimeter. De staart wordt circa 30 millimeter lang. De dorsale vacht is grijsbruin tot roodbruin en de ventrale vacht is geelwit. De aardtenrek verschilt van alle andere tenreks in de familie doordat hij 34 tanden heeft in plaats van 36 tanden. Het is ook uniek binnen de familie dat vrouwtjes in oestrus komen terwijl ze nog zogen en dus in staat zijn om een nest te dragen terwijl ze het vorige nest nog voeden.

## Gedrag
De aardtenrek voedt zich met insecten, met name termieten die hij lokaliseert door middel van geluid. De soort wordt zelf bejaagd door verschillende roofdieren, waaronder de kerkuil (Tyto alba), de Madagaskarransuil (Asio madagascariensis), de slang Madagascarophis colubrinus en de smalstreepmangoest (Mungotictis decemlineata).